# 安田剛士
安田 剛士（やすだ つよし、1980年6月9日 - ）は、日本の漫画家。男性。血液型はA型。東京都在住。2002年1月、『Over Drive』にてデビュー。

## 略歴
- 2001年11月、『Over Drive』で第67回週刊少年マガジン新人漫画賞入選受賞
- 2002年1月、マガジンフレッシュに『Over Drive』初掲載にてデビュー
- 2003年1月、マガジンフレッシュに『HERO』掲載
- 2003-2004年、関口太郎のもとでアシスタント
- 2005年、『週刊少年マガジン』24号より『Over Drive』連載開始
- 2007年、『マガジンSPECIAL』7月号より佐藤多佳子原作の『一瞬の風になれ』連載開始
- 2010年、『週刊少年マガジン』2011年1号より『振り向くな君は』連載開始[2]
- 2011年、『月刊少年マガジン』2012年1月号より『黒猫DANCE』連載開始[3]
- 2013年、『週刊少年マガジン』2013年21・22合併号より『DAYS』連載開始[4]
- 2016年、第40回講談社漫画賞少年部門受賞[5]
- 2021年、『週刊少年マガジン』2021年36・37合併号より『PAUSE -ポーズ-』を短期集中新連載[6]
- 2021年、『週刊少年マガジン』2021年46号より『青のミブロ』連載開始[7]

## 作品リスト
- 『Over Drive』講談社〈講談社コミックス〉全17巻
  - 読み切り版（『マガジンFRESH』） - 単行本15巻に収録。
  - 連載版（『週刊少年マガジン』2005年24号 - 2008年24号）
- HERO（『マガジンFRESH』）
- 『一瞬の風になれ』講談社〈講談社コミックス〉全6巻（『マガジンSPECIAL』2007年7月号 - 2010年4月号）
- 宮本恒靖 FIRE＆ICE（『週刊少年マガジン』×Redbullコラボ企画） - 全3話。
- 『振り向くな君は』講談社〈講談社コミックス〉全4巻（『週刊少年マガジン』2011年1号 - 33号）
- 『黒猫DANCE』講談社〈講談社コミックス〉全3巻（『月刊少年マガジン』2012年1月号 - 2013年11月号）
- 『DAYS』講談社〈講談社コミックス〉全42巻（『週刊少年マガジン』2013年21・22合併号 - 2021年8号）
- 『DAYS -fragment-』講談社〈講談社コミックス〉全1巻（『週刊少年マガジン』2021年28号 - 35号）
- 『PAUSE -ポーズ-』講談社〈講談社コミックス〉全1巻（『週刊少年マガジン』2021年36・37合併号 - 42号）
- 『青のミブロ』講談社〈講談社コミックス〉全14巻（『週刊少年マガジン』2021年46号 - 2024年20号） - 第一部。
  - 『青のミブロ-新選組編-』講談社〈講談社コミックス〉既刊6巻（『週刊少年マガジン』2024年21・22合併号 - 連載中） - 第二部。

## 師匠
- 関口太郎

## その他
- 2007年6月3日、週刊少年マガジンの漫画『もう、しませんから。』(作：西本英雄)の企画で、自転車のヒルクライムイベントであるMt.富士ヒルクライム(距離25km、タイム計測部分24km)に参加。3時間17分14秒で3608位(男子完走者3619人中)。同行した西本英雄は3時間1分41秒で3554位。